# Pieve di Sant'Andrea (Sommacampagna)
La pieve di Sant'Andrea è un luogo di culto cattolico situato a Sommacampagna, in provincia e diocesi di Verona; fa parte del vicariato di Villafranca-Valeggio. 

## Storia
La pieve di S. Andrea fu edificata nell'XI secolo nel luogo dove sorgeva un'altra costruzione cristiana del periodo altomedievale; alcuni frammenti di pietra lavorata risalenti all'VIII secolo, ora inglobati esternamente nei muri della chiesa, testimoniano la preesistente costruzione. 
L'esistenza della pieve di Sommacampagna è documentata per la prima volta in un atto di compravendita del 1035.
Prima delle costruzioni cristiane è ipotizzabile che nello stesso sito si trovasse un tempio pagano del quale gli scavi archeologici hanno restituito un'ara votiva consacrata alla dea Leituria. All'interno della pieve è visibile una stele romana rovesciata sulla quale è incisa la dedica A Leituria, ad opera di C. Manilio, figlio di Marco; durante il consolato di C. Norbano e L. Lentulo.
La dipendenza della pieve di Sant'Andrea dal vescovo di Verona è attestata nella bolla papale Piae postulatio voluntatis di papa Eugenio III del 1145.
La pieve fu un importante centro religioso nel territorio a sud-ovest della provincia di Verona, importanza testimoniata ancora oggi dalle dimensioni dell'edificio e dalla ricchezza delle decorazioni realizzate entro il XII secolo.
Nel XVI secolo, nella zona dove si era sviluppato il centro abitato, fu costruita una nuova chiesa dedicata a Santa Maria che divenne la nuova sede parrocchiale e la pieve di Sant'Andrea vide ridursi la sua importanza divenendo cappella cimiteriale.
Nel Novecento sono stati realizzati due interventi di restauro: il primo, fra il 1938 e 1941 si è concentrato sulle murature; nel secondo intervento, datato 1978, sono stati restaurati affreschi e decorazioni.

## Descrizione
L'edificio è costruito con una fitta trama irregolare di ciottoli di fiume, laterizi e materiale scultoreo di recupero.

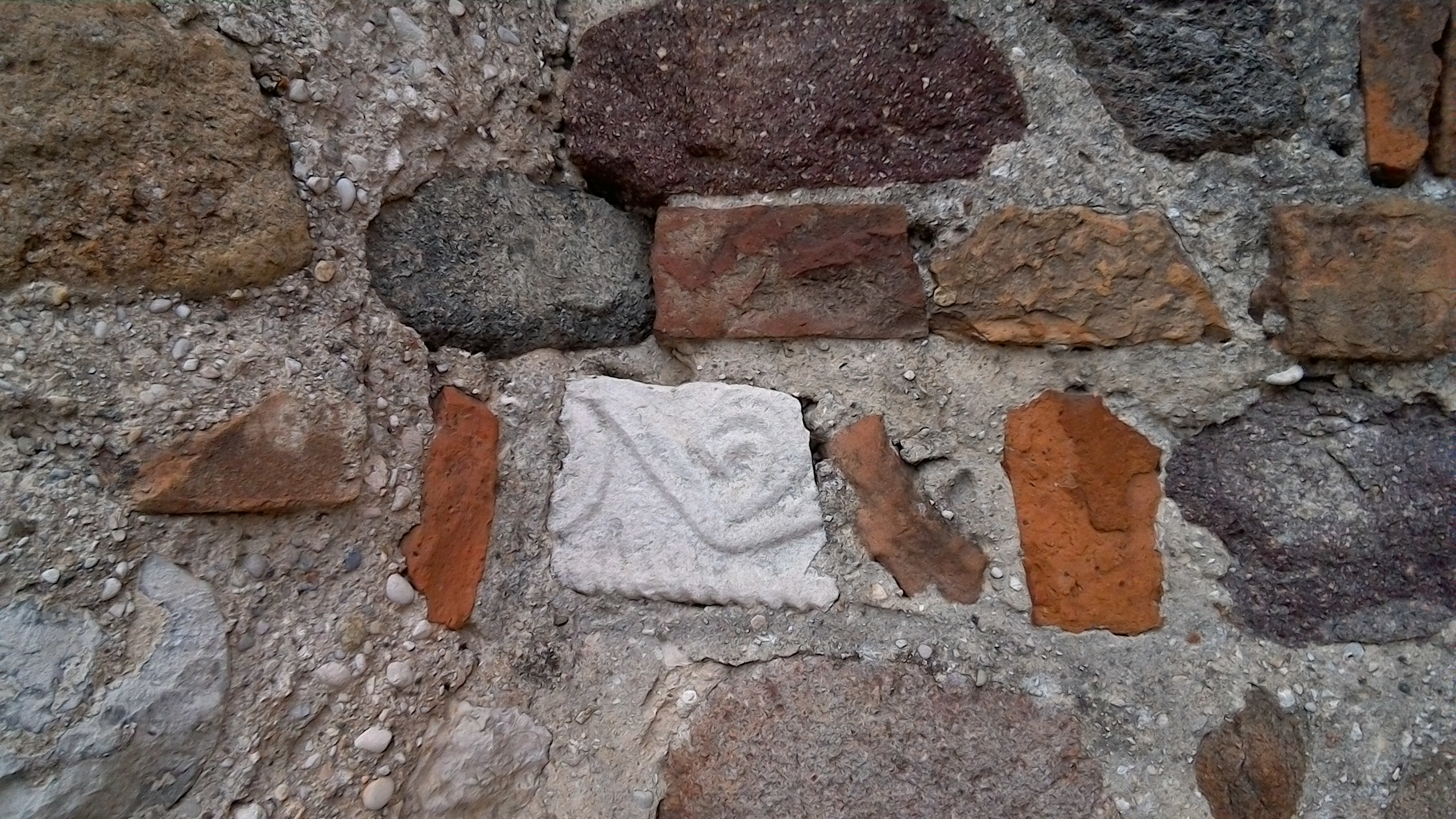
Sommacampagna - Pieve di Sant'Andrea - Particolare del muro est con pietra di recupero scolpita

La facciata è a salienti e in essa si apre l’ingresso caratterizzato da un arco a tutto sesto in conci e stipiti di pietra. Al di sopra vi è una nicchia e sopra di essa una finestrella a croce spostata verso sinistra.
La chiesa è a pianta longitudinale e presenta un impianto basilicale a tre navate scandite da colonne e pilastri tozzi che sorreggono capitelli dai quali si ergono arcate a tutto sesto, e si concludono con tre absidi orientate ad est.

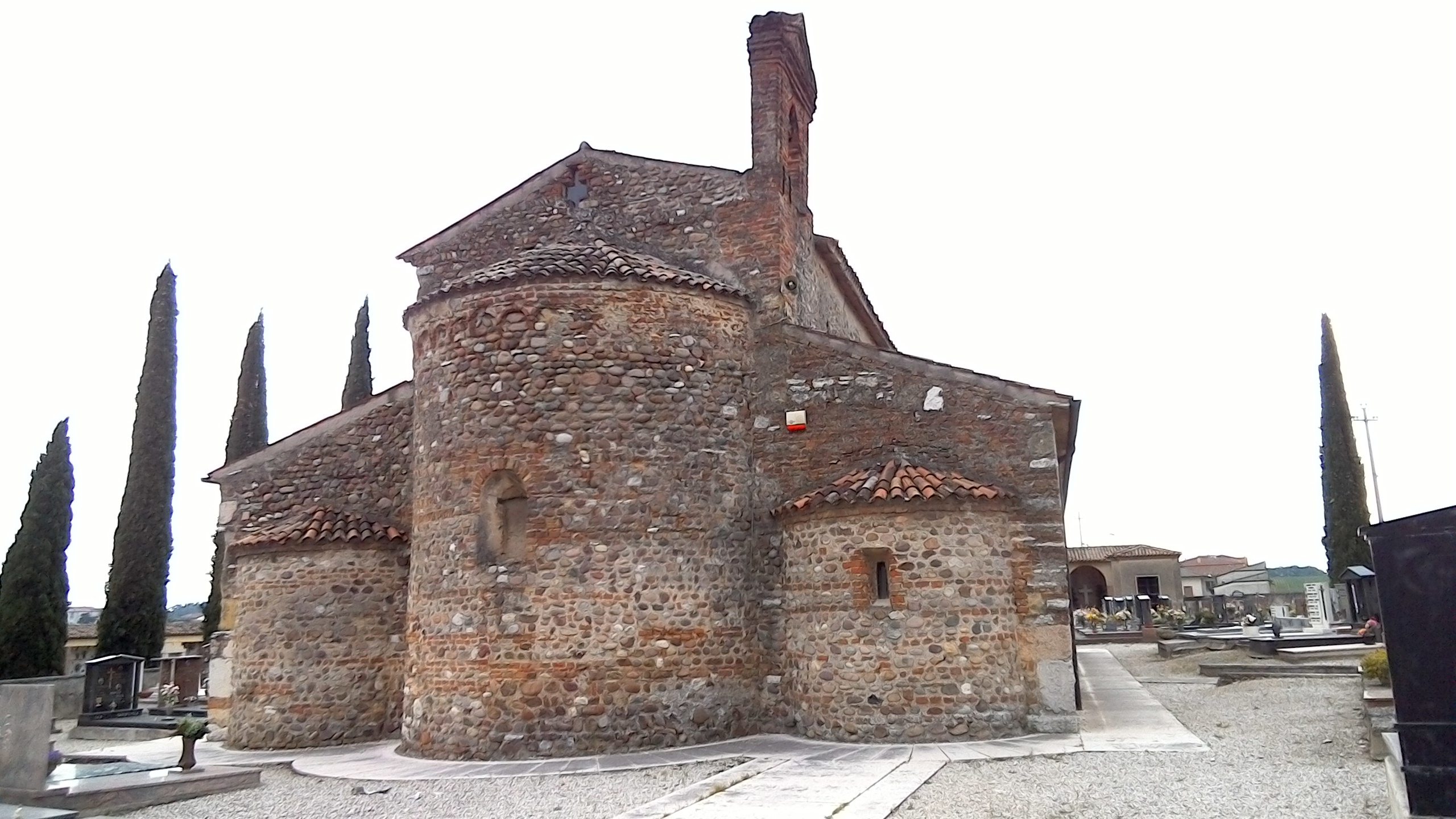
Absidi della Pieve di Sant'Andrea (XI secolo)

Lungo la navata maggiore, in posizione mediana, in origine era stato eretto un muro che divideva lo spazio destinato agli uomini da quello delle donne. Il muro venne demolito all'inizio del XVIII secolo.
Salendo due gradini si accede dalla navata maggiore al presbiterio che termina con l'abside semicircolare.
Nella pavimentazione a circa metà dell'aula è visibile la fondazione del tramezzo, muro trasversale che separava i presbiteri celebranti dal popolo.
L'originario soffitto era ligneo sostenuto da travi e nel XV secolo fu sostituito con un soffitto a capriate

## Decorazione
L'interno della pieve di Sant'Andrea è impreziosito da cicli di affreschi databili fra il XII e il XV secolo.
L'affresco più significativo è posto in controfacciata e consiste in un imponente Giudizio Universale  attribuito al Maestro Cicogna attivo nel veronese durante il XIV secolo. 
L'affresco è disposto su tre registri, nel più alto, in posizione centrale, è rappresentato Cristo nell'atto di separare i buoni dagli empi. La sua figura è maestosa, il volto non esprime emozioni, la mano destra ha il palmo rivolto verso l'alto in segno di accoglienza mentre il palmo della mano sinistra è rivolto verso il basso in segno di rifiuto e condanna. Cristo siede su un trono che consiste in un carro mobile ai lati del quale ci sono due serafini, Maria e san Giovanni Battista e altri angeli. Nel registro centrale, sotto la raffigurazione di Cristo, troviamo l'Etimasia e a fianco di essa gli arcangeli Gabriele e Michele che reggono in mano il Libro della Vita. Nel registro inferiore, a sinistra dell'entrata, è rappresentato Abramo, in Paradiso, che accoglie i giusti; a destra della porta, è raffigurato l'Inferno.